# Redon Agglomération
Redon Agglomération est une intercommunalité française, située dans les départements d'Ille-et-Vilaine, du Morbihan (région Bretagne) et de la Loire-Atlantique (région Pays de la Loire).
En 2019, elle reçoit le label Terre de Jeux 2024, qui lui permet de recevoir des délégations étrangères entre 2020 et 2024 dans le cadre des Jeux Olympiques de Paris.

## Histoire
La « communauté de communes du pays de Redon » a été créée le 29 avril 1996 succédant au SIVOM créé à la fin des années 60 (1969).
- 1er janvier 2006 : Plessé, issue de la communauté de communes de la région de Blain, rejoint la CCPR.
- 1er janvier 2008 : Guémené-Penfao, Massérac et Conquereuil, issues de la communauté de communes du pays de Guémené-Penfao[2], adhèrent à la CCPR.
- 1er janvier 2009 : Pierric, issue de la communauté de communes du pays de Guémené-Penfao, rejoint la CCPR.
- 1er janvier 2014 : les communes de Bruc-sur-Aff, Lieuron, Pipriac, Saint-Ganton, Saint-Just et Sixt-sur-Aff, issues de Pipriac communauté, rejoignent la communauté de communes du Pays de Redon.
- En 2014, la communauté de communes a déménagé dans la rue Charles-Sillard.
- 1er janvier 2017 : la commune des Fougerêts, issue de la communauté de communes du pays de La Gacilly, rejoint la CCPR[3].
- 1er janvier 2018 : la structure intercommunale devient une communauté d'agglomération dénommée « Redon Agglomération »[4].

## Identité visuelle

Logo de 1996 à 2012.
Logo de 2012 à 2017
Logo depuis 2018

## Territoire communautaire

### Géographie
Située dans le sud  du département d'Ille-et-Vilaine, l'intercommunalité Redon Agglomération regroupe 31 communes et s'étend sur 990,9 km2.

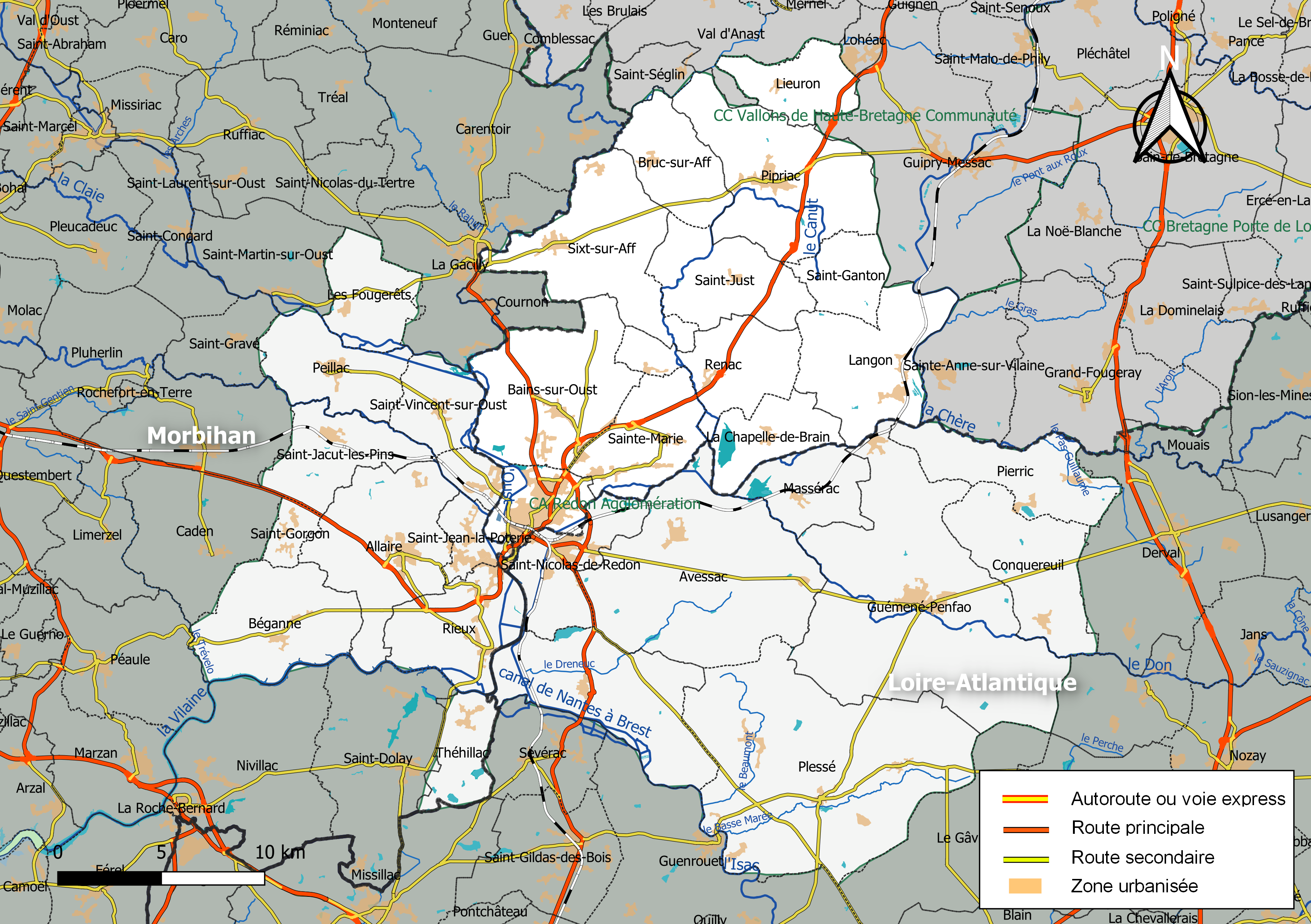
Carte de l'intercommunalité Redon Agglomération au 1er janvier 2019.

### Composition

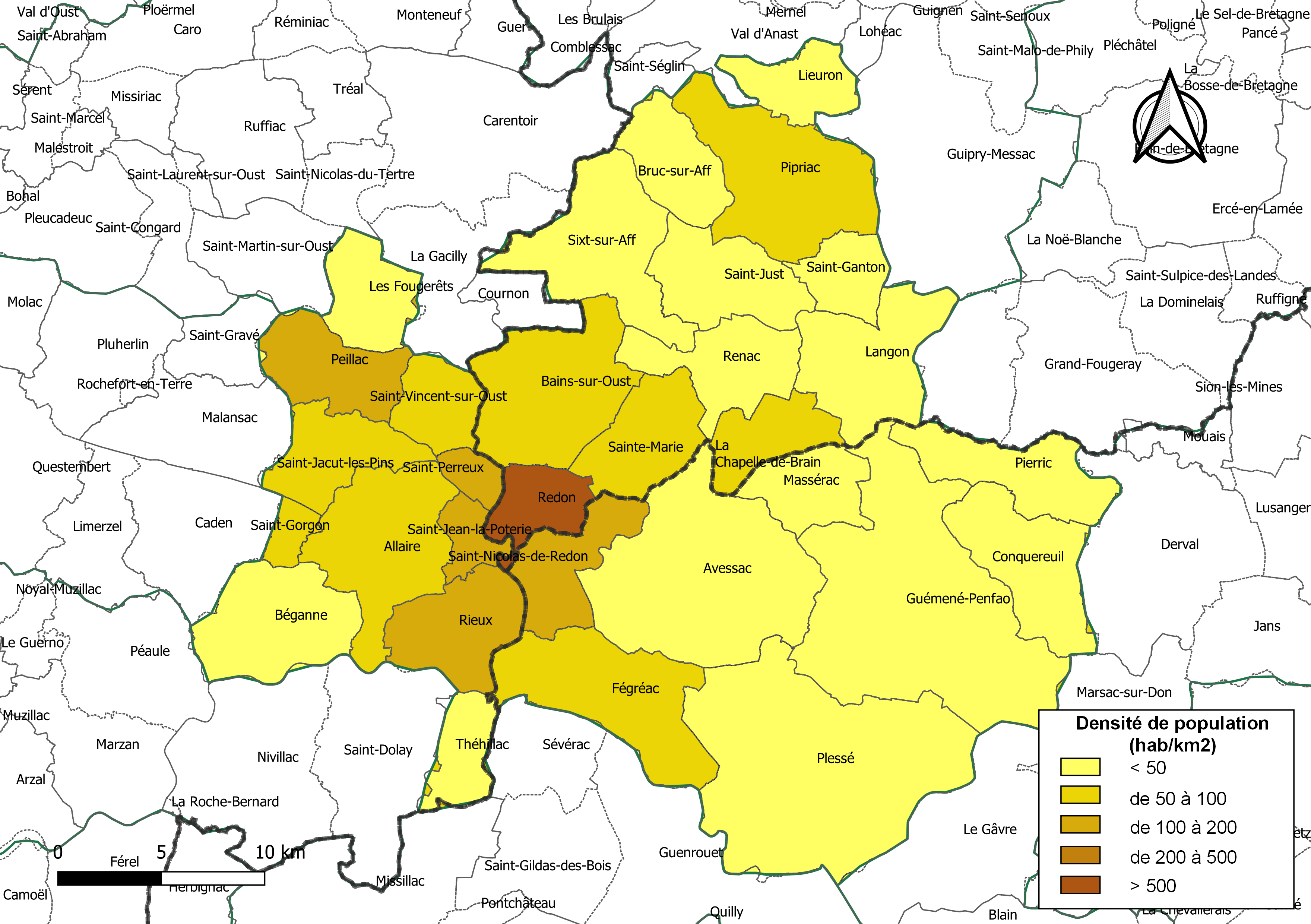
Carte des densités de population (millésimée 2016) des communes de l'intercommunalité Redon Agglomération. Composition en communes au 1er janvier 2019.

La communauté d'agglomération est composée des 31 communes suivantes :

| Nom                    | Code Insee | Gentilé          | Superficie (km2) | Population (dernière pop. légale) | Densité (hab./km2) |
| ---------------------- | ---------- | ---------------- | ---------------- | --------------------------------- | ------------------ |
| Redon (siège)          | 35236      | Redonnais        | 15,09            | 9 336 (2022)                      | 619                |
| Allaire                | 56001      | Allairiens       | 41,74            | 3 906 (2022)                      | 94                 |
| Avessac                | 44007      | Avessacais       | 76,49            | 2 451 (2022)                      | 32                 |
| Bains-sur-Oust         | 35013      | Bainsois         | 44,63            | 3 521 (2022)                      | 79                 |
| Béganne                | 56011      | Bégannais        | 35,5             | 1 458 (2022)                      | 41                 |
| Bruc-sur-Aff           | 35045      | Bruçois          | 21,23            | 856 (2022)                        | 40                 |
| La Chapelle-de-Brain   | 35064      | Branichapellois  | 17,65            | 1 107 (2022)                      | 63                 |
| Conquereuil            | 44044      | Conquereuillais  | 32,87            | 1 072 (2022)                      | 33                 |
| Fégréac                | 44057      | Fégréacais       | 44,18            | 2 257 (2022)                      | 51                 |
| Les Fougerêts          | 56060      | Fougerêtais      | 19,91            | 960 (2022)                        | 48                 |
| Guémené-Penfao         | 44067      | Guémenéens       | 105,51           | 5 242 (2022)                      | 50                 |
| Langon                 | 35145      | Langonnais       | 36,54            | 1 393 (2022)                      | 38                 |
| Lieuron                | 35151      | Lieuronnais      | 16,72            | 802 (2022)                        | 48                 |
| Massérac               | 44092      | Masséracéens     | 18,78            | 670 (2022)                        | 36                 |
| Peillac                | 56154      | Peillacois       | 24,57            | 1 865 (2022)                      | 76                 |
| Pierric                | 44123      | Pierricais       | 27,3             | 1 011 (2022)                      | 37                 |
| Pipriac                | 35219      | Pipriatains      | 48,65            | 3 871 (2022)                      | 80                 |
| Plessé                 | 44128      | Plesséens        | 104,38           | 5 281 (2022)                      | 51                 |
| Renac                  | 35237      | Renacois         | 25,89            | 1 032 (2022)                      | 40                 |
| Rieux                  | 56194      | Rieuxois         | 27,78            | 2 841 (2022)                      | 102                |
| Saint-Ganton           | 35268      | Saint-Gantonnais | 14,08            | 414 (2022)                        | 29                 |
| Saint-Gorgon           | 56216      | Gorgonnais       | 5,69             | 428 (2022)                        | 75                 |
| Saint-Jacut-les-Pins   | 56221      | Jacutais         | 22,81            | 1 733 (2022)                      | 76                 |
| Saint-Jean-la-Poterie  | 56223      | Potians          | 8,44             | 1 430 (2022)                      | 169                |
| Saint-Just             | 35285      | Saint-Justins    | 28,05            | 1 103 (2022)                      | 39                 |
| Saint-Nicolas-de-Redon | 44185      | Nicolasiens      | 22,32            | 3 304 (2022)                      | 148                |
| Saint-Perreux          | 56232      | Pérusiens        | 6,23             | 1 049 (2022)                      | 168                |
| Saint-Vincent-sur-Oust | 56239      | Vincentais       | 15,66            | 1 647 (2022)                      | 105                |
| Sainte-Marie           | 35294      | Samaritains      | 25,28            | 2 249 (2022)                      | 89                 |
| Sixt-sur-Aff           | 35328      | Sixtins          | 42,5             | 2 222 (2022)                      | 52                 |
| Théhillac              | 56250      | Théhillacois     | 14,46            | 610 (2022)                        | 42                 |

| Départements     | Population (%) | Superficie (%) |
| ---------------- | -------------- | -------------- |
| Ille-et-Vilaine  | 41,58          | 32,19          |
| Loire-Atlantique | 31,72          | 43,6           |
| Morbihan         | 26,71          | 22,5           |

### Démographie
| 1968   | 1975   | 1982   | 1990   | 1999   | 2010   | 2015   | 2021   | 2022   |
| ------ | ------ | ------ | ------ | ------ | ------ | ------ | ------ | ------ |
| 54 508 | 54 500 | 55 497 | 56 356 | 57 454 | 64 940 | 65 903 | 66 837 | 67 121 |

### Emplois
La communauté d'Agglomération emploie plus de 242 agents.
Dans un bassin de vie de plus de 68 000 habitants, la collectivité accueille aujourd’hui 5 825 entreprises de plus de 1 salarié,selon une étude de 2013 à 2013 de la banque de France, générant plus de 11 200 emplois, dans l’électronique et l’automobile notamment. L'industrie représente 5% des sociétés, les services 48%, 22% pour l'agriculture et 12% pour le commerce et le bâtiment. Sur le territoire; on compte 1471 entreprises artisanales de 250 métiers différents et 1597 emplois dans ce domaine.
Redon Agglomération est responsable de huit parcs d'activité (PA) :
- PA Lande-de-Saint-Jean - Sainte-Marie, c'est le principal parc industriel du Pays de Redon (label Bretagne Qualiparc).
- PA Le Guénet - Sainte-Marie (35)
- PA Pays de Guémené - Guémené-Penfao
- PA Cap Sud - Saint-Nicolas-de-Redon
- PA La Ville Dinais - Plessé
- PA Cap Ouest - Allaire
- PA Le Bourgneuf - Rieux
- PA Le Verger - Saint-Perreux

## Administration

### Siège
Le siège de la communauté d'agglomération est situé à Redon.

### Conseil communautaire
Le conseil communautaire de la communauté d'agglomération se compose de 63 conseillers, représentant chacune des communes membres et élus pour une durée de six ans. Ils sont répartis selon le droit commun comme suit :
| Nombre de conseillers | Communes |
| --------------------- | --- |
| 7                     | Redon |
| 4                     | Guémené-Penfao, Plessé |
| 3                     | Allaire, Bains-sur-Oust, Pipriac, Rieux, Saint-Nicolas-de-Redon                                                                             |
| 2                     | Avessac, Béganne, Fégréac, Langon, Peillac, Saint-Jacut-les-Pins, Saint-Jean-la-Poterie, Sainte-Marie, Saint-Vincent-sur-Oust, Sixt-sur-Aff |
| 1 (+1 suppléant)      | les 13 autres communes |

### Élus
La communauté d'agglomération est administrée par son conseil communautaire constitué en 2020 de 63 conseillers communautaires, qui sont des conseillers municipaux représentant chacune des communes membres.
À la suite des élections municipales de 2020 en Ille-et-Vilaine, dans le Morbihan et la Loire-Atlantique, le conseil communautaire du 15 juillet 2020 a réélu son président, Jean-François Mary, maire d'Allaire, ainsi que ses 14 vice-présidents. Depuis cette date, la liste des vice-présidents est la suivante :
|     | Attributions | Identité                  | Qualité                             |
| --- | --- | ------------------------- | ----------------------------------- |
| 1er | Aménagement du territoire, urbanisme stratégie et politique de la ville                                                   | Pascal Duchêne            | Maire de Redon                      |
| 2e  | Économie et vie des entreprises                                                                                           | Françoise Boussekey       | Maire de Sainte-Marie               |
| 3e  | Tourisme et attractivité du territoire                                                                                    | Isabelle Barathon-Bazelle | Maire de Guémené-Penfao             |
| 4e  | Habitat, urbanisme opérationnel, accueil des gens du voyage, voirie et bâtiments et accessibilité                         | Thierry Poulain           | Maire de Rieux                      |
| 5e  | Finances, contractualisations et patrimoine communautaire                                                                 | Daniel Barre              | Maire de Bains-sur-Oust             |
| 6e  | Transitions écologiques alimentaires et sociétales                                                                        | Rémi Beslé                | Adjoint au maire de Plessé          |
| 7e  | Emploi, insertion par l'activité économique et économie sociale et solidaire                                              | Jean-Luc Levesque         | Adjoint au maire de Pipriac         |
| 8e  | Transition, mutualisation, couverture et inclusion numériques                                                             | Lionel Jouneau            | Maire de Saint-Perreux              |
| 9e  | Gestion des milieux naturels, eau potable, assainissement collectif et non collectif et protection contre les inondations | Fabrice Sanchez           | Maire de Massérac                   |
| 10e | Équipements et activités aquatiques, sport plein air et nature et équipements nautiques et portuaires                     | Delphine Penot            | Adjointe au maire de Redon          |
| 11e | Activités et équipements culturels et vie associative                                                                     | Philippe Jegou            | Maire de Peillac                    |
| 12e | Services aux familles, petite enfance, santé et autonomie                                                                 | Rose-Line Prévert         | Maire de Lieuron                    |
| 13e | Ressources humaines et égalité des droits                                                                                 | Florence De Deyn          | Adjointe au maire de Guémené-Penfao |
| 14e | Prévention, collecte et traitement des déchats et économie circulaire                                                     | Jérôme Ricordel           | Maire de Fégréac                    |

On compte aussi cinq conseillers délégués :
|     | Attributions                                                                                        | Identité        | Qualité                         |
| --- | --------------------------------------------------------------------------------------------------- | --------------- | ------------------------------- |
| 1er | Formation, enseignement supérieur, plateformes technologiques, campus 2025, recherche et innovation | Albert Guihard  | Maire de Saint-Nicolas-de-Redon |
| 2e  | Commande publique et commissions obligatoires                                                       | Louis Le Coz    | Adjoint au maire de Redon       |
| 3e  | Mobilités alternatives                                                                              | Franck Pichot   | Maire de Pipriac                |
| 4e  | Mobilités, déplacements et transports scolaires                                                     | Bernard Ryo     | Maire de Béganne                |
| 5e  | Communication                                                                                       | Aurélie Mézière | Maire de Plessé                 |

Ensemble, ils forment le bureau communautaire pour la période 2020-2026.

### Liste des présidents
| Période            | Période  | Identité           | Étiquette   | Qualité                             |
| ------------------ | -------- | ------------------ | ----------- | ----------------------------------- |
| 1996               | 2007     | Jean-Michel Bollé  | UMP         | Maire de Redon – conseiller général |
| 2007               | 2014     | Jean-Louis Fougère | DVG         | Maire de Saint-Nicolas-de-Redon     |
| 2014 Réélu en 2020 | En cours | Jean-François Mary | Renaissance | Maire d'Allaire                     |

### Compétences
- Collecte et traitement des déchets
- Création, aménagement, entretien et gestion de zones d'activités industrielle, commerciale et artisanale
- Création, aménagement et entretien de la voirie d'intérêt communautaire
- Développement économique
- Insertion par l'activité économique
- Aménagement de l'espace
- Production et distribution d'eau potable
- Tourisme
- Ports de plaisance et de commerce
- Aérodrome
- Activités socioculturelles et culturelles: théâtre, médiathèque, conservatoire, activités de plein air, piscines (Peillac, Guémené-Penfao, Redon)
- Logement et habitat social
- Accueil des gens du voyage
- Action sociale : Petite enfance
- Transport scolaire
- Développement des technologies de l'information et de la communication (Très Haut Débit, etc.)

### Régime fiscal et budget
Le régime fiscal de la communauté d'agglomération est la fiscalité professionnelle unique (FPU).